# Palestra a Olimpia
La palestra a Olimpia è un antico edificio di Olimpia (nota per essere stato il sito dei giochi olimpici antichi durante l'epoca classica) nella penisola del Peloponneso, in parte situata nelle immediate vicinanze del santuario. 

## L'edificio
Si tratta di un luogo di 66 m2 risalente tra la fine del III e l'inizio del II secolo a.C., dedicato alla formazione dei lottatori e di altri atleti.
Orientata con i punti cardinali, la palestra è molto simmetrica nel suo piano di costruzione. Centrata attorno ad un grande cortile ricoperto di sabbia, da utilizzare per il pugilato od altri esercizi di lotta; lungo tutti i quattro lati della palestra vi sono camere che si aprivano sui portici.
Si accede all'edificio dal lato sud attraverso due porte separate, ognuna con colonne in ordine corinzio. Le porte si aprono in vestiboli alberati che conducono ad anticamere conducenti a loro volta direttamente sul portico meridionale; tra le due anticamere vi è un lungo e profondo corridoio rivestito con panchine che fronteggiano colonne di ordine ionico: tale stanza viene identificata come esser stata lo apodyterion-spogliatoio.

Direttamente di fronte, lungo il lato nord della palestra, vi è l'ephebion, un grande salone colonnato più largo dello spogliatoio ma che non segue l'intera lunghezza del cortile. L'intero lato nord della palestra dispone di larghe camere, una caratteristica di cui parla Vitruvio, che offrivano riparo dal sole. La stanza nell'angolo nord-est della palestra è identificato come un bagno.

Veduta della palestra a Olimpia.